# SS El Faro
Le SS El Faro est un cargo américain battant pavillon des États-Unis de type roulier. Construit en 1975 par Sun Shipbuilding & Drydock Co. sous le nom de Porto Rico, le navire a été rebaptisé en Northern Lights en 1991 et enfin El Faro en 2006. Il a quitté Jacksonville, en Floride, à destination de Porto Rico tôt le matin du 30 septembre 2015 et a coulé dans les Bahamas sous l'effet de l'ouragan Joaquin.

## Carrière

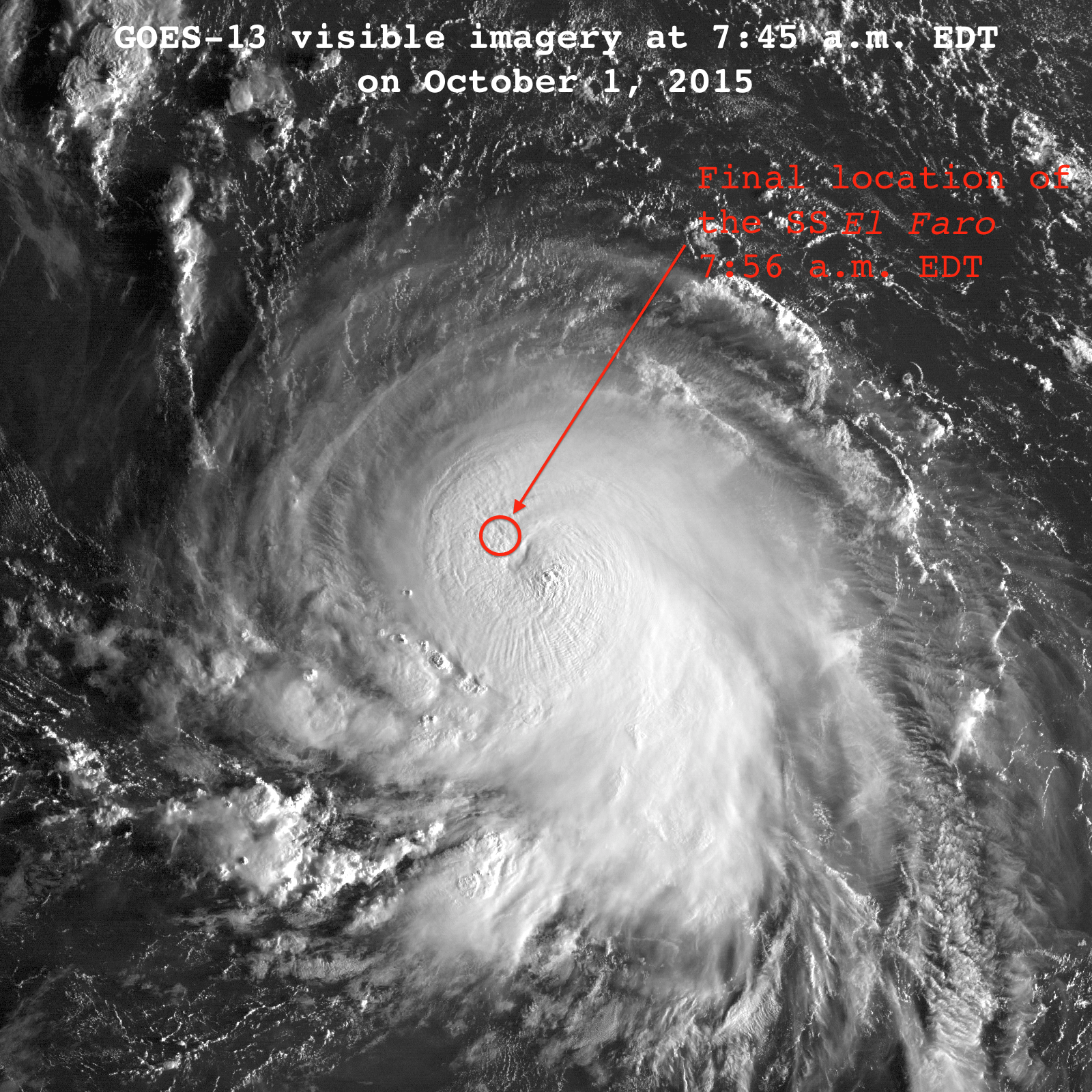
Dernière position du navire le 1 octobre au matin, bien près de l’œil de l'ouragan.

Le SS El Faro a été construit en 1975 par la Sun Shipbuilding Corporation et Drydock Chester, Pennsylvanie. Lancé sous le nom de Puerto Rico et opéré par Navieras de Puerto Rico Steamship Company, il a transporté des marchandises à destination et à partir de la côte est américaine pendant plus de deux décennies. Le navire fut acheté par SACS Maritime de Tacoma, État de Washington, en 1991 et rebaptisé Northern Lights pour le transport entre Tacoma et Anchorage, en Alaska.
Deux ans plus tard, il fut allongé de 27 mètres au chantier naval Alabama Inc pour continuer à naviguer entre ces deux ports jusqu'au début des années 2000 tout en étant affrété par le Military Sealift Command de la Marine des États-Unis. En 2006, le navire fut transféré à la filiale Sea Star Lines et rebaptisé El Faro pour le cabotage entre Jacksonville, en Floride, et San Juan, Porto Rico.
Lors de son dernier départ le 30 septembre 2015, l'ouragan n'était qu'une tempête tropicale qui se dirigeait vers la trajectoire planifiée. Moins de deux jours plus tard, Joaquin était devenu un ouragan de catégorie 4 dans l'échelle de Saffir-Simpson. Le navire signala une mer déchaînée et des conditions météorologiques extrêmes ; il avait pris de l'eau et une gîte de 15 degrés, mais le rapport signalait que l'inondation avait été contenue. Peu après, le SS El Faro cessa toutes les communications avec la terre. Il fut porté disparu  le 2 octobre,.
La Garde côtière des États-Unis effectua des recherches sur plus de 630 000 km2 et découvrit deux zones de débris mais dut cesser les recherches le soir du 7 octobre sans avoir retrouvé de survivants,. Le 1er novembre, les enquêteurs du gouvernement fédéral américain confirmèrent que l’épave avait été repérée à plus de 4 500 mètres sous la mer la veille. Selon les données sonar, le navire a coulé à la verticale.

### Causes du naufrage
Comme dans beaucoup d'accidents les causes du naufrage sont plurifactorielles.
L'enquête de l'US Coast Guard comme celle du NSTB (le Bureau Enquête accidents US) ont donné comme principale cause la responsabilité du capitaine Michael C. Davidson, par ailleurs assez mal noté, qui après avoir consulté son état-major a choisi de tenir une route au vent des Iles Bahamas et trop près de la trajectoire de la tempête tropicale Joaquin, le faisant passer en plein demi-cercle dangereux malgré les inquiétudes de ses officiers et a ensuite mal géré l'information météo en s'en tenant à des réactualisations déjà obsolètes en provenance d'une source unique et en négligeant de croiser ces informations avec celles d'autres sources météo.
Cependant d'autres facteurs aggravants ont précipité la catastrophe :
- Trajectoire très atypique de l'ouragan Joaquin totalement différente des trajectoires habituelles de ces phénomènes pour la zone concernée.
- Souci d'économie de carburant bien mal placé, ayant pesé sur la décision de ne pas faire un grand détour pour se mettre à bonne distance de l'« œil » de la tempête.
- Âge et maintenance du navire : ce navire de quarante ans d'âge (dix de plus que ce qui est habituel) avait été plusieurs fois modifié (devenant un hybride entre un cargo roulier et un porte conteneurs) mais mal entretenu (un ancien marin ayant servi à bord, le qualifia peu charitablement de « old rust bucket » (vieux seau de rouille) devant la commission d'enquête). Pour rester dans les limites de stabilité légales, du lest fixe avait été installé à bord ce qui diminuait son franc-bord et facilitait les entrées d'eau par les ouvertures sur coque au niveau du pont garage dit « shelter deck ». Navire affecté au cabotage national américain le El Faro était obligatoirement (Loi Jones) tenu à naviguer sous pavillon américain avec un équipage de nationaux, ce qui a poussé l'armateur a économiser sur la maintenance du navire et à le maintenir en service au-delà du raisonnable pour compenser les coûts de rémunération.
- Perte de propulsion en plein ouragan : le navire, déjà affecté par des voies d'eau liées à des déplacements de cargaison (conteneurs et véhicules désarrimés endommageant les tuyauteries et créant des voies d'eau) et présentant un fardage (une prise au vent) très important, aggravé par les effets de carène liquide, avait pris une gîte suffisante pour désamorcer les pompes de lubrification des turbines et déclencher l'arrêt de la machinerie au pire moment possible. Une fois les machines en panne le navire était le jouet de l'ouragan et était, de plus, privé d'énergie pour actionner les pompes d'épuisement.
- Insuffisance des moyens de sauvetage : navire ancien, le El Faro était équipé de chaloupes de sauvetage classiques, mises à l'eau depuis des bossoirs et non pontées, alors que les cargos plus modernes utilisent des chaloupes entièrement closes, façon capsule de survie, lancées depuis la poupe grâce à un toboggan très pentu. Dans les conditions extrêmes (vent de plus de 100 nœuds, soit 180 km/h) rencontrées par le navire la sécurité procurée par les chaloupes classiques ou les radeaux gonflables (par ailleurs impossibles à lancer) était totalement illusoire. Un seul cadavre revêtu d'une combinaison de survie sera repéré par un hélicoptère de sauvetage puis disparaîtra avant de pouvoir être repêché, tandis que parmi les débris flottants les sauveteurs retrouveront des combinaisons de survie non utilisées, un radeau automatique à demi gonflé et les débris d'une chaloupe de sauvetage très endommagée par des conteneurs ayant surnagé un certain temps.

### "Boîte noire" et enquête
Bien que les navires ne soient pas équipés des mêmes enregistreurs que les avions, le El Faro était équipé d'un enregistreur des conversations des officiers sur la passerelle.
Retrouvé et repêché par un ROV (un robot sous-marin télécommandé) il a permis aux enquêteurs de retranscrire, sur un document de cinquante pages, l'aggravation de la situation au fil des heures à travers les conversations des officiers, du timonier et des personnels machine.